# Ministerstwo Sprawiedliwości (Izrael)
Ministerstwo Sprawiedliwości (hebr.: מִשְׂרָד הַמִשְׁפָּטִים, Misrad Ha-Miszpatim) – izraelskie ministerstwo odpowiedzialne za sprawiedliwość.
Ministerstwo zostało utworzone w 1948, a pierwszym ministrem był Pinchas Rosen.

## Ministrowie
Lista ministrów sprawiedliwości od 1948:
| Imię i nazwisko          | Początek kadencji    | Koniec kadencji      | Partia polityczna          | Rząd               | Uwagi                     |
| ------------------------ | -------------------- | -------------------- | -------------------------- | ------------------ | ------------------------- |
| Pinchas Rosen            | 14 maja 1948         | 8 października 1951  | Partia Progresywna         | 0., 1., 2.         |                           |
| Dow Josef                | 8 października 1951  | 25 czerwca 1952      | Mapai                      | 3.                 |                           |
| Chajjim Kohen            | 25 czerwca 1952      | 24 grudnia 1952      | bezpartyjny                | 3.                 | nie był członkiem Knesetu |
| Pinchas Rosen            | 24 grudnia 1952      | 13 lutego 1956       | Partia Progresywna         | 4., 5., 6., 7.     |                           |
| Pinchas Rosen            | 28 lutego 1956       | 2 listopada 1961     | Partia Progresywna         | 7., 8., 9.         |                           |
| Dow Josef                | 2 listopada 1961     | 12 stycznia 1966     | Mapai                      | 10., 11., 12.      |                           |
| Ja’akow Szimszon Szapira | 12 stycznia 1966     | 13 czerwca 1972      | Mapai                      | 13., 14., 15.      |                           |
| Ja’akow Szimszon Szapira | 12 września 1972     | 1 listopada 1973     | Mapai                      | 15.                |                           |
| Chajjim Josef Cadok      | 10 marca 1974        | 20 czerwca 1977      | Koalicja Pracy             | 16., 17.           |                           |
| Menachem Begin           | 20 czerwca 1977      | 24 października 1977 | Likud                      | 18.                | równocześnie premier      |
| Szemu’el Tamir           | 24 października 1977 | 5 sierpnia 1980      | Dasz                       | 18.                |                           |
| Mosze Nissim             | 13 sierpnia 1980     | 16 kwietnia 1986     | Likud                      | 18., 19., 20., 21. |                           |
| Jicchak Moda’i           | 16 kwietnia 1986     | 23 lipca 1986        | Likud                      | 21.                |                           |
| Awraham Szarir           | 30 lipca 1986        | 22 grudnia 1988      | Likud                      | 21., 22.           |                           |
| Dan Meridor              | 22 grudnia 1988      | 13 lipca 1992        | Likud                      | 23., 24.           |                           |
| Dawid Liba’i             | 13 lipca 1992        | 18 czerwca 1996      | Partia Pracy               | 25., 26.           |                           |
| Ja’akow Ne’eman          | 18 czerwca 1996      | 10 sierpnia 1996     | bezpartyjny                | 27.                | nie był członkiem Knesetu |
| Binjamin Netanjahu       | 18 czerwca 1996      | 4 września 1996      | Likud                      | 27.                | równocześnie premier      |
| Cachi Hanegbi            | 4 września 1996      | 6 lipca 1999         | Likud                      | 27.                |                           |
| Josi Belin               | 6 lipca 1999         | 7 marca 2001         | Jeden Izrael               | 28.                |                           |
| Me’ir Szitrit            | 7 marca 2001         | 28 lutego 2003       | Likud                      | 29.                |                           |
| Tommy Lapid              | 28 lutego 2003       | 4 grudnia 2004       | Szinui                     | 30.                |                           |
| Cippi Liwni              | 5 grudnia 2004       | 10 stycznia 2005     | Likud                      | 30.                | pełniąca obowiązki        |
| Cippi Liwni              | 10 stycznia 2005     | 4 maja 2006          | Likud, Kadima              | 30.                |                           |
| Chajjim Ramon            | 4 maja 2006          | 22 sierpnia 2006     | Kadima                     | 31.                |                           |
| Me’ir Szitrit            | 23 sierpnia 2006     | 29 listopada 2006    | Kadima                     | 31.                | pełniący obowiązki        |
| Cippi Liwni              | 29 listopada 2006    | 7 lutego 2007        | Kadima                     | 31.                |                           |
| Danijjel Friedmann       | 7 lutego 2007        | 31 marca 2009        | bezpartyjny                | 31.                | nie był członkiem Knesetu |
| Ja’akow Ne’eman          | 31 marca 2009        | 18 marca 2013        | bezpartyjny                | 32.                | nie był członkiem Knesetu |
| Cippi Liwni              | 18 marca 2013        | 4 grudnia 2014       | Ruch                       | 33.                |                           |
| Ajjelet Szaked           | 14 maja 2015         | 4 czerwca 2019       | Żydowski Dom, Nowa Prawica | 34.                |                           |
| Amir Ochanna             | 5 czerwca 2019       | 17 maja 2020         | Likud                      | 34.                |                           |
| Awi Nissenkorn           | 17 maja 2020         | 30 grudnia 2020      | Niebiesko-Biali            | 35.                |                           |
| Beni Ganc                | 1 stycznia 2021      | 13 czerwca 2021      | Niebiesko-Biali            | 35.                |                           |
| Gidon Sa’ar              | 13 czerwca 2021      | 29 grudnia 2022      | Nowa Nadzieja              | 36.                |                           |
| Jariw Lewin              | 29 grudnia 2022      |                      | Likud                      | 37.                |                           |